# جوناثان نورتن
جوناثان نورتن (بالإنجليزية: Jonathan Norton)‏ هو طبال أمريكي، ولد في 21 مارس 1958 في إنغليووود في الولايات المتحدة.

## وصلات خارجية
- جوناثان نورتن على موقع IMDb (الإنجليزية)
- جوناثان نورتن على موقع ميوزك برينز (الإنجليزية)
- جوناثان نورتن على موقع ميوزك برينز (الإنجليزية)
- جوناثان نورتن على موقع أول ميوزيك (الإنجليزية)
- جوناثان نورتن على موقع ديسكوغز (الإنجليزية)